# 第4屆香港電影金紫荊獎
第4屆香港電影金紫荊獎於1999年5月9日在香港科學館演講廳舉行，由香港影評人協會主辦。

## 提名及獲獎名單
注：粗體字代表名單為獲獎
| 獎項       | 名單                                 |
| 最佳影片   | 野獸刑警                             |
| 最佳影片   | 愈快樂愈墮落                         |
| 最佳影片   | 風雲雄霸天下                         |
| 最佳影片   | 非常突然                             |
| 最佳影片   | 玻璃之城                             |
| 最佳導演   | 陳嘉上、林超賢（野獸刑警）           |
| 最佳導演   | 關錦鵬（愈快樂愈墮落）               |
| 最佳導演   | 杜琪峰（真心英雄）                   |
| 最佳導演   | 游達志（暗花）                       |
| 最佳男主角 | 黃秋生（野獸刑警）                   |
| 最佳男主角 | 劉青雲（暗花）                       |
| 最佳男主角 | 成龍（我是誰）                       |
| 最佳男主角 | 劉青雲（非常突然）                   |
| 最佳女主角 | 吳君如（古惑仔情義篇之洪興十三妹）   |
| 最佳女主角 | 邱淑貞（愈快樂愈墮落）               |
| 最佳女主角 | 袁詠儀（我愛你）                     |
| 最佳女主角 | 舒淇（玻璃之城）                     |
| 最佳男配角 | 曾志偉（愈快樂愈墮落）               |
| 最佳男配角 | 譚耀文（野獸刑警）                   |
| 最佳男配角 | 李燦森（野獸刑警）                   |
| 最佳女配角 | 車沅沅（野獸刑警）                   |
| 最佳女配角 | 舒淇（古惑仔情義篇之洪興十三妹）     |
| 最佳女配角 | 黃佩霞（我愛你）                     |
| 最佳女配角 | 梁藝齡（真心英雄）                   |
| 最佳女配角 | 關秀媚（每天愛你8小時）              |
| 最佳編劇   | 司徒錦源、游乃海（暗花）             |
| 最佳編劇   | 司徒錦源、游乃海、周燕嫻（非常突然） |
| 最佳編劇   | 羅啟銳、張婉婷（玻璃之城）           |
| 最佳編劇   | 魏紹恩（愈快樂愈墮落）               |
| 最佳攝影   | 馬楚成（玻璃之城）                   |
| 最佳攝影   | 鮑德熹（安娜瑪德蓮娜）               |
| 最佳攝影   | 高照林（暗花）                       |